# Trieste
Trieste (en esloveno: Trst; en friulano y en alemán: Triest) es una ciudad situada en el norte de Italia, a orillas del mar Adriático; hace frontera con Eslovenia. Contaba con 205 593 habitantes en 2010 y con 199 812 en 2020. Disfruta de un clima suave y soleado, excepto cuando sopla la bora, un viento que algunas veces al año alcanza los 100 km/h. Es la capital de la provincia del mismo nombre y de la región Friul-Venecia Julia. El 2.º Regimiento "Caballería Piamonte" del Ejército italiano tiene sede en la ciudad, así como la diócesis de Trieste. Asimismo, en Trieste se encuentra el Centro Internacional de Física Teórica.

## Historia

### Antigüedad y Edad Media
Originalmente un asentamiento ilírico la ciudad estuvo más tarde controlada por los carnios.
Desde 177 a. C. Tergeste (Regio X Venetia et Histria) estuvo bajo poder romano (terg es un término eslavo que significa mercado). Le fue concedido el estatus de colonia por Julio César, quien menciona Tergeste en sus Commentarii de bello Gallico (51 a. C.). Durante la etapa romana Tergeste fue considerada una "ciudad ilírica" por Artemidoro de Éfeso, el geógrafo griego, y "cárnica" por Estrabón.

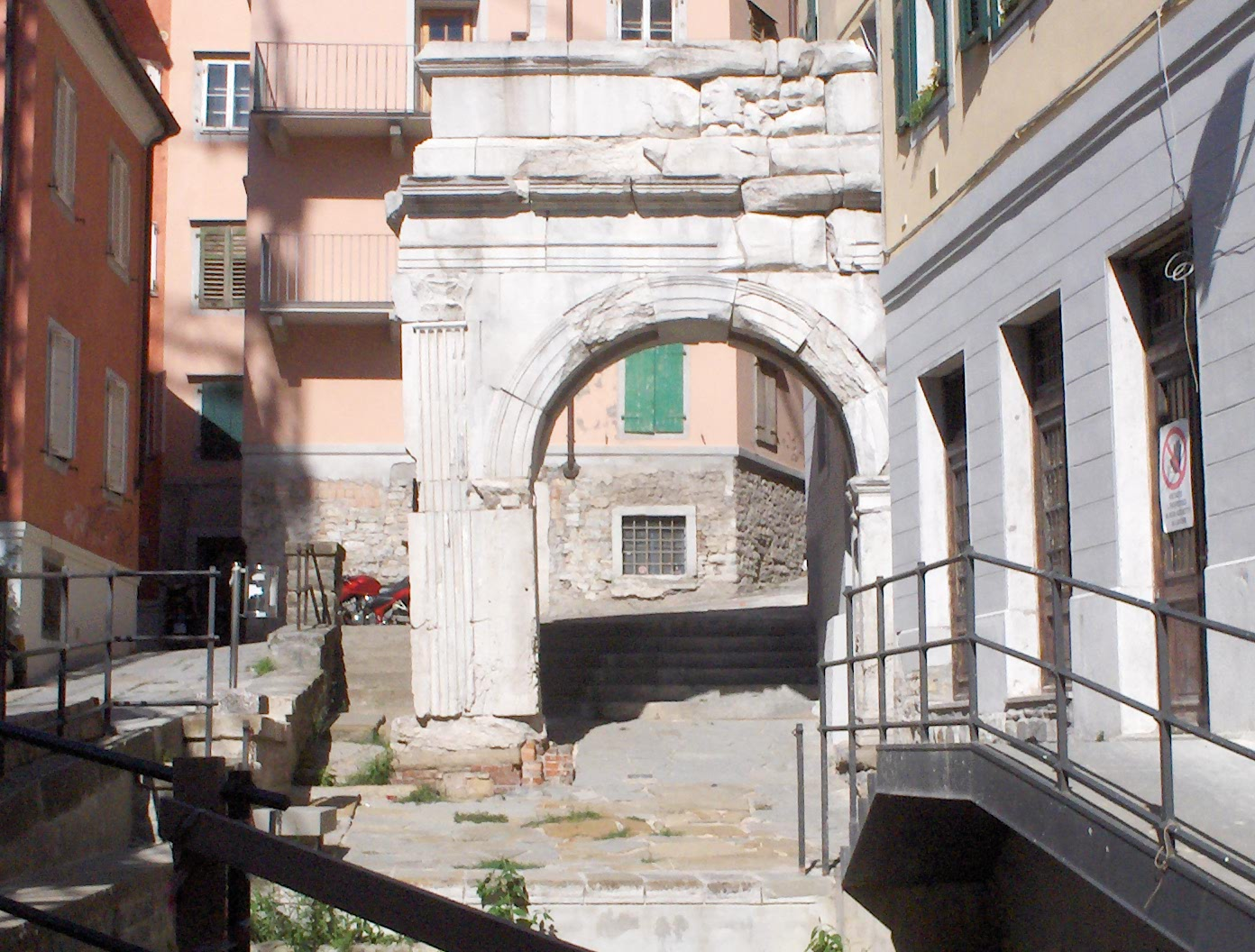
Restos de arco romano en el casco antiguo.

En tiempos imperiales pasó a ser la frontera de la "Italia Romana", que se desplazó al este desde el río Timavo hasta Formione (hoy día Risano). La Tergeste romana floreció debido a su posición cercana a Aquilea, la principal ciudad romana de esa zona, e Istria, y también como puerto, del que quedan algunas ruinas visibles. Augusto dotó a la ciudad de murallas en 33-32 a. C., mientras que Trajano hizo construir un teatro en la segunda centuria de nuestra era.
En los primeros tiempos del cristianismo siguió siendo un lugar próspero, y tras la caída del Imperio romano de Occidente (476), Trieste se convirtió en baluarte militar bizantino. En 567 d. C. la ciudad fue devastada por los Lombardos, cuando invadieron el norte de Italia. En 788 pasó a formar parte del Reino de los Francos, bajo la autoridad de un conde-obispo. Desde 1081 formó parte del Patriarcado de Aquilea, hasta que, a finales del siglo XII, se constituyó como municipio medieval independiente. Debido a las continuas agresiones por parte de la República de Venecia, en 1382 Trieste pidió la protección del duque de Austria, Leopoldo IV.

### Puerto franco en elsigloXVIII
En 1719 la ciudad se convirtió en puerto franco y, dado que era la única salida al mar Adriático de Austria, el gobierno imperial realizó en él grandes inversiones.

### Ascenso como puerto austríaco
La ciudad se desarrolló, convirtiéndose en 1867 en capital de la región del Litoral Adriático del imperio ("Adriatisches Küstenland"). Aun siendo el único puerto comercial de Cisleitania y el primer puerto comercial del Imperio austrohúngaro, Trieste mantuvo fuertes vínculos culturales con las regiones vecinas de Italia, especialmente Venecia, de tal forma que en el siglo XVIII el dialecto triestino, de tipo veneciano, sustituyó al tergestino, el antiguo dialecto local de tipo friulano. El triestino era uno de los idiomas más usados en el ámbito familiar y en las reuniones sociales informales.

### SigloXX
En el siglo XX la ciudad experimentó un desarrollo sin precedentes gracias al comercio y a la industria naval, y se convirtió en la quinta ciudad del Imperio austrohúngaro en 1910. Desde entonces, muchos escritores e intelectuales vivieron en la ciudad, tales como Virgilio Giotti, James Joyce, Italo Svevo, Umberto Saba, Argio Orell, Vito Timmel, y Ruggero Rovan, que se reunían en las famosas cafeterías de la ciudad, por ejemplo en el Caffè Stella Polare, que todavía existe.Igualmente, cerca de la ciudad vivió Maximiliano I de México en el Castillo de Miramar, antes de aceptar la corona de ese país.
Históricamente era una ciudad multiétnica y cosmopolita. Sin embargo, tras la Primera Guerra Mundial pasó a formar parte del Reino de Italia y desde entonces el gobierno italiano comenzó una verdadera limpieza étnica, con la italianización forzada de nombres, apellidos y toponimia de la ciudad; debido a estas medidas, aún más fuertes y represivas bajo el régimen fascista, varias etnias fueron obligadas a dejar la ciudad, como la comunidad alemana, de más de 12 000 personas. A partir de las leyes raciales de 1938, esa persecución se agudizó hacia los judíos: el 18 de julio de 1942 se destruyó la sinagoga, y el 19 de mayo de 1943 fueron saqueados muchos negocios propiedad de judíos y eslavos. Esta «pequeña guerra total» culminó, bajo la República Social Italiana, con la instalación en la ciudad de la Risiera di San Sabba, el único campo de exterminio con cámara de gas en territorio italiano y donde fueron asesinados judíos, otras minorías y partisanos. En la actualidad, junto a una población mayoritariamente de habla italiana, destaca la presencia de eslovenos (la comunidad eslovena está presente en la ciudad desde el siglo XII), y en menor medida de croatas, albaneses, alemanes, griegos y chinos.
En 1947, Trieste fue declarada ciudad-estado independiente bajo la protección de las Naciones Unidas como Territorio Libre de Trieste. El territorio se dividió en dos zonas, A y B, a lo largo de la Línea Morgan establecida en 1945.
De 1947 a 1954, la Zona A estuvo ocupada y gobernada por el Gobierno Militar Aliado, compuesto por las Tropas de los Estados Unidos de América en Trieste (TRUST), comandadas por el mayor general Bryant E. Moore, comandante general de la 88.ª División de Infantería estadounidense, y las "Fuerzas del Elemento Británico de Trieste" (BETFOR, en sus siglas en inglés), comandadas por Sir Terence Airey, que eran el comandante de las fuerzas conjuntas y también los gobernadores militares.
La Zona A cubría casi el mismo territorio de la actual provincia italiana de Trieste, a excepción de cuatro pequeñas aldeas al sur de Muggia, que fueron entregadas a Yugoslavia después de la disolución del Territorio Libre en 1954. La Zona B ocupada, que estaba bajo la administración de Miloš Stamatović, entonces coronel del Ejército Popular Yugoslavo, estaba compuesta por la porción más noroccidental de la península de Istria, entre el río Mirna y el cabo Debeli Rtič.
En 1954, de acuerdo con el Memorándum de Londres, la gran mayoría de la Zona A, incluida la ciudad de Trieste, se unió a Italia, mientras que la Zona B y cuatro aldeas de la Zona A (Plavje, Spodnje Škofije, Hrvatini y Elerji) pasaron a formar parte de Yugoslavia, dividida entre Eslovenia y Croacia. La línea fronteriza definitiva con Yugoslavia y el estatus de las minorías étnicas en esas zonas se establecieron bilateralmente en 1975 con el Tratado de Osimo. Esta línea constituye ahora la frontera entre Italia y Eslovenia.

## Clima
| Parámetros climáticos promedio de Trieste Barcola                   | Parámetros climáticos promedio de Trieste Barcola | Parámetros climáticos promedio de Trieste Barcola | Parámetros climáticos promedio de Trieste Barcola | Parámetros climáticos promedio de Trieste Barcola | Parámetros climáticos promedio de Trieste Barcola | Parámetros climáticos promedio de Trieste Barcola | Parámetros climáticos promedio de Trieste Barcola | Parámetros climáticos promedio de Trieste Barcola | Parámetros climáticos promedio de Trieste Barcola | Parámetros climáticos promedio de Trieste Barcola | Parámetros climáticos promedio de Trieste Barcola | Parámetros climáticos promedio de Trieste Barcola | Parámetros climáticos promedio de Trieste Barcola |
| Mes                                                                 | Ene.                                              | Feb.                                              | Mar.                                              | Abr.                                              | May.                                              | Jun.                                              | Jul.                                              | Ago.                                              | Sep.                                              | Oct.                                              | Nov.                                              | Dic.                                              | Anual                                             |
| ------------------------------------------------------------------- | ------------------------------------------------- | ------------------------------------------------- | ------------------------------------------------- | ------------------------------------------------- | ------------------------------------------------- | ------------------------------------------------- | ------------------------------------------------- | ------------------------------------------------- | ------------------------------------------------- | ------------------------------------------------- | ------------------------------------------------- | ------------------------------------------------- | ------------------------------------------------- |
| Temp. máx. abs. (°C)                                                | 18.2                                              | 21.2                                              | 23.9                                              | 29.8                                              | 32.2                                              | 36.2                                              | 40.1                                              | 38.0                                              | 34.4                                              | 30.8                                              | 24.4                                              | 18.4                                              | 40.1                                              |
| Temp. máx. media (°C)                                               | 7.6                                               | 9.0                                               | 12.2                                              | 16.5                                              | 21.6                                              | 25.0                                              | 27.9                                              | 27.7                                              | 23.3                                              | 17.8                                              | 12.3                                              | 8.8                                               | 17.5                                              |
| Temp. media (°C)                                                    | 5.7                                               | 6.6                                               | 9.4                                               | 13.2                                              | 18.1                                              | 21.4                                              | 24.1                                              | 24.1                                              | 20.1                                              | 15.2                                              | 10.2                                              | 6.9                                               | 14.6                                              |
| Temp. mín. media (°C)                                               | 3.8                                               | 4.3                                               | 6.6                                               | 10.0                                              | 14.5                                              | 17.8                                              | 20.3                                              | 20.4                                              | 16.8                                              | 12.7                                              | 8.1                                               | 5.0                                               | 11.7                                              |
| Temp. mín. abs. (°C)                                                | −7.5                                              | −7.1                                              | −6.3                                              | 3.2                                               | 6.0                                               | 10.1                                              | 12.3                                              | 11.0                                              | 7.0                                               | 3.7                                               | −1.5                                              | −7.9                                              | −7.9                                              |
| Precipitación total (mm)                                            | 58.0                                              | 56.9                                              | 63.4                                              | 82.8                                              | 84.2                                              | 100.4                                             | 62.1                                              | 84.5                                              | 103.4                                             | 111.4                                             | 107.4                                             | 88.5                                              | 1003                                              |
| Días de precipitaciones (≥ 1.0 mm)                                  | 7.8                                               | 6.2                                               | 7.8                                               | 8.5                                               | 8.7                                               | 9.3                                               | 6.5                                               | 7.3                                               | 7.1                                               | 7.9                                               | 9.1                                               | 8.4                                               | 94.6                                              |
| Días de nevadas (≥ 1 mm)                                            | 0.7                                               | 0.5                                               | 0.2                                               | 0.0                                               | 0.0                                               | 0.0                                               | 0.0                                               | 0.0                                               | 0.0                                               | 0.0                                               | 0.1                                               | 0.5                                               | 2.0                                               |
| Horas de sol                                                        | 96.1                                              | 118.7                                             | 142.6                                             | 177                                               | 226.3                                             | 243                                               | 288.3                                             | 260.4                                             | 210                                               | 167.4                                             | 99                                                | 83.7                                              | 2112.5                                            |
| Humedad relativa (%)                                                | 67                                                | 64                                                | 62                                                | 64                                                | 64                                                | 65                                                | 62                                                | 62                                                | 66                                                | 68                                                | 67                                                | 68                                                | 64.9                                              |
| Fuente n.º 1: Servizio Meteorologico, normales 1971–2011            |                                                   |                                                   |                                                   |                                                   |                                                   |                                                   |                                                   |                                                   |                                                   |                                                   |                                                   |                                                   |                                                   |
| Fuente n.º 2: Rivista Ligure "La neve sulle coste del Maditerraneo" |                                                   |                                                   |                                                   |                                                   |                                                   |                                                   |                                                   |                                                   |                                                   |                                                   |                                                   |                                                   |                                                   |

## Demografía
| Gráfica de evolución demográfica de Trieste entre 1700 y 2001                                              |
| |
| Datos de la comuna de Trieste, Meyers Konversationslexikon 1888 e ISTAT - elaboración gráfica de Wikipedia |

## Educación
|  | Universidad            | Fundación | Acrónimo | Tipo    |
|  | ---------------------- | --------- | -------- | ------- |
|  | Universidad de Trieste | 1924      | UNITS    | Pública |

## Transporte
|  | Aeropuerto            | Código IATA | Código OACI |
|  | --------------------- | ----------- | ----------- |
|  | Aeropuerto de Trieste | TRS         | LIPQ        |

## Cultura
Un grupo de mecenas de la ciudad apoyó económicamente al científico e inventor del batiscafo, Auguste Piccard. Debido a ello, un sumergible construido por él fue bautizado como Trieste.
Las bandas de power y heavy metal Rhapsody of Fire y Steel Crown son originarias de Trieste.

## Deporte
Trieste fue sede de la Copa Mundial de Fútbol de 1934.
| Equipo                           | Deporte    | Competición | Estadio            | Creación |
| -------------------------------- | ---------- | ----------- | ------------------ | -------- |
| Unione Sportiva Triestina Calcio | Fútbol     | Serie C     | Stadio Nereo Rocco | 1918     |
| Pallacanestro Trieste            | Baloncesto | Serie A1    | Allianz Dome       | 1975     |
| Pallamano Trieste                | Balonmano  | Serie A     | PalaChiarbola      | 1970     |

## Ciudades hermanadas
Trieste está hermanada con las siguientes ciudades:
- Beirut (Líbano)
- Motavita (Colombia)
- Duala (Camerún)
- Graz (Austria)
- Le Havre (Francia)
- Ljubljana (Eslovenia, acuerdo de cooperación)
- Rijeka (Croacia, acuerdo de cooperación)
- Rostock (Alemania, acuerdo de cooperación)
- Santos (Brasil)
- Southampton (Reino Unido)